# ماجراهای کاتلین
ماجراهای کاتلین (انگلیسی: The Adventures of Kathlyn) فیلمی در ژانر رمان است که در سال ۱۹۱۳ منتشر شد. از بازیگران آن می‌توان به کتلین ویلیامز، چارلز کلاری، گای الیور، دیوید باتلر، و روی واتسون اشاره کرد.